# Cremastus quadratus
Cremastus quadratus är en stekelart som beskrevs av Kolarov 1997. Cremastus quadratus ingår i släktet Cremastus och familjen brokparasitsteklar. Inga underarter finns listade i Catalogue of Life.